# Argiope magnifica
Argiope magnifica là một loài nhện trong họ Araneidae.
Loài này thuộc chi Argiope. Argiope magnifica được Ludwig Carl Christian Koch miêu tả năm 1871.